# Osvaldo Filho
Osvaldo Lourenço Filho, mais conhecido como Cristiano Osvaldo (Fortaleza, 11 de abril de 1987), é um futebolista brasileiro que atua como atacante. Atualmente está no Vitória.

## Carreira

### Fortaleza e Ríver
Revelado pelo Fortaleza, Osvaldo teve uma infância humilde. No início de 2008 passou por um momento triste em sua vida: a morte de sua mãe.
Em sua carreira profissional, despontou no time principal do Fortaleza em 2007, mas só foi demonstrar protagonismo após um período emprestado ao Ríver do Piauí, no mesmo ano. Em 2008, já de volta ao Fortaleza, fez um bom Campeonato Cearense, marcando um gol em cada uma das partidas decisivas contra o Icasa. Na Série B, começou a chamar a atenção na partida contra o Gama, quando, numa noite de grande inspiração, marcou uma vez e foi responsável direto por outros dois gols da equipe.

### Al-Ahli Dubai e Braga
No começo de 2009, Osvaldo foi negociado com o futebol dos Emirados Árabes, indo para o Al-Ahli, onde permaneceu até o mês de agosto, quando foi emprestado ao Braga.

### Ceará
Em janeiro de 2011, acertou com o Ceará, onde foi campeão do Campeonato Cearense e se destacou pelo Brasileirão sendo umas das revelações daquele mesmo ano, apesar do Ceará ter descido de divisão.

### Al-Ahli Dubai
No fim de dezembro de 2011, Osvaldo não renovou contrato com o Ceará, assim, retornou ao time que detém seus direitos. O Al-Ahli não tinha interesse na volta do jogador, mas dificultava a liberação de Osvaldo.

### São Paulo

#### 2012
Em 24 de janeiro de 2012, contornada a resistência dos árabes, o jogador é anunciado oficialmente como 7º reforço do São Paulo para a temporada. Osvaldo vestiu a camisa 17 no São Paulo.
Em 11 de abril de 2012, Osvaldo marcou seu 1° gol como jogador do São Paulo, em uma partida contra o Bahia de Feira.
Com o técnico Emerson Leão, Osvaldo não teve muitas oportunidade, porém com a chegada de Ney Franco passou a ser titular, e acabou ganhando confiança. Em Julho, em uma partida contra o Vasco, o jogador sofreu uma lesão que o deixou fora 1 mês, quando voltou acabou recuperando rapidamente seu espaço.
Depois da conquista da Copa Sul-Americana, ao final de 2012, Osvaldo fez um balanço do seu primeiro ano no São Paulo: de esquecido, com Emerson Leão, a peça fundamental, sob a batuta de Ney Franco, o jogador revelou que, apesar dos objetivos alcançados e de sonhar com a Seleção, guarda certa mágoa do seu primeiro treinador no clube, mágoa esta atribuída às poucas oportunidades recebidas.

#### 2013
Em 2013, Osvaldo começou o ano sendo uma peça importantíssima da equipe de Ney Franco, principalmente pela saída de Lucas para o Paris Saint-Germain da França. Nesta mesma temporada, o atacante celebrou o "melhor momento da carreira" e relembrou, em contrapartida, o início difícil no clube, quando "quase ninguém [o] reconhecia e [ele] ficava pensando em como seria ser amado pela torcida".
Depois de más atuações, que coincidiram com a pior sequência de derrotas da história do São Paulo, Osvaldo acabou sendo relegado, pelo treinador Paulo Autuori, substituto de Ney Franco no comando tricolor, à reserva; o atacante, contudo, se surpreendeu com a suplência e vai continuar trabalhando para recuperar sua posição de titular. Dessa forma, o ex-atleta do Ceará disse que, para se recuperar, "nunca se cobrou tanto".
Em dezembro de 2013, após um ano apático do clube, que teve como ápice se salvar do rebaixamento no Brasileirão, Osvaldo, a despeito das propostas que podem levá-lo para longe do Morumbi em 2014, deseja permanecer. Fazendo um balanço do ano, no qual, de titular absoluto e convocado à Seleção, passou a mera opção no banco de reservas, o atacante disse, sobre o atual treinador tricolor, Muricy Ramalho, as seguintes palavras, confiando no seu poder de recuperação: "Tive duas ou três boas conversas com o Muricy nesse semestre. É um treinador que acredita muito em mim ainda. Isso me deixa mais tranquilo. Vou continuar trabalhando para apagar o que não foi bom nesse ano para corrigir e não tem mais esse lado apático. Minha vontade é permanecer e todos sabem disso."

#### 2014
Em 22 de janeiro de 2014, Osvaldo foi escalado, pelo treinador Muricy Ramalho, como titular, diante do Mogi Mirim, e, depois de quase um ano, voltou a marcar um gol pelo Tricolor, o que abriu o marcador na goleada por 4 a 0 diante do Sapão.
O bom início em 2014 contrasta com a má fase com a qual o atacante passava no final de 2013; sem prestígio, chegou quase a ser trocado com Wagner do Fluminense sem o seu consentimento. Contudo, depois de brilhar em alguns importantes jogos no começo da temporada, como na estreia da Copa do Brasil, quando, na estreia de Alexandre Pato com a camisa tricolor, conseguiu marcar o gol da vitória e ser a estrela do time, sofreu uma reviravolta no clube: a diretoria, inclusive, chegou a recusar uma proposta do futebol japonês, mais precisamente do Kashima Antlers pelo seu atacante.

### Al-Ahli Doha
No dia 18 de janeiro de 2015, Osvaldo com o Al-Ahli, por 1,8 milhão de euros (R$ 5,4 milhões), com contrato válido por 3 anos.

### Fluminense
No fim de junho de 2015, Osvaldo acerta com o Fluminense. O jogador assina um contrato de dois anos e meio com o clube.
Estreou na derrota contra o Vasco, onde quase marcou um gol de falta.
Fez sua primeira assistência pelo tricolor carioca no jogo contra o Vasco, pela trigésima terceira rodada do brasileiro. No "bate rebate" tocou pra Gerson fazer o único gol do jogo.
Marcou seu primeiro gol pela camisa tricolor, no jogo contra o Avaí no Estádio Kléber Andrade em Cariacica. No cruzamento de Marcos Júnior,  chutou pro gol. Jogo terminou 3 a 1 pro Fluminense.
Fez sua melhor partida no jogo contra o Internacional pela semifinal da Primeira Liga em 23 de março de 2016, onde marcou dois gols, jogo terminado em 2 a 2 (Flu ganhou nos pênaltis).

### Sport
Em maio de 2017, rescindiu o contrato com o Fluminense e fechou com o Sport com contrato válido até dezembro do mesmo ano para a disputa do Campeonato Brasileiro e Copa Sul-Americana.

### Fortaleza
Em 18 de fevereiro de 2018, assinou por três meses com o Fortaleza, já que o jogador tem acerto com um clube do futebol asiático.
Perto do final do contrato, foi cogitada a contratação definitiva de Osvaldo pelo Fortaleza, porém, a alta multa, no valor de US$ 1 milhão (R$ 3.240.000), dificultou o negócio, que foi confirmada a não permanência do jogador para o decorrer da Série B de 2018.

### Buriram United
Com contrato assinado, após um período de 3 meses no Fortaleza, Osvaldo foi confirmado no Buriram United.

### Retorno ao Fortaleza
Osvaldo retornou ao Fortaleza no começo de 2019.

CSA
Em 2022, Osvaldo foi anunciado como reforço do CSA, atuou em 47 partidas marcando 3 gols e dando 4 assistências
Com seu contrato sem renovação no mesmo ano Osvaldo deixou o clube.

Vitória
Osvaldo acertou contrato com Vitória em 2023. Foi uma das peças chaves para a conquista de Série B de 2023 e no Campeonato Baiano de 2024 tendo sido artilheiro da competição com 5 gols marcados
Em setembro de 2024 o jogador foi diagnosticado com tromboembolismo pulmonar e precisou de afastar temporariamente dos gramados, retornado somente em janeiro de 2025

## Seleção Brasileira
Em 13 de março de 2013, com o corte do ex-colega de clube Lucas por contusão, Osvaldo foi chamado por Luiz Felipe Scolari para o grupo que disputou amistosos, respectivamente, contra Itália e Rússia.
Disposto a mostrar seu valor, Osvaldo reafirmou por vezes seu entusiasmo em atuar pela seleção brasileira e quer agarrar a chance com unhas e dentes.
Apesar de não ter entrado em campo na sua primeira convocação para a Seleção, Osvaldo voltou, em 2 de abril seguinte, a ser convocado para o amistoso diante da Bolívia, que foi disputado no dia 6.
No dia 6 de abril de 2013, Osvaldo estreou pela Seleção Brasileira, onde entrou no segundo tempo, no lugar de Neymar.

## Estatísticas
Atualizado até 23 de março de 2021.

### Clubes
| Equipe            | Temporada         | Campeonato nacional | Campeonato nacional | Campeonato nacional | Copa nacional[a] | Copa nacional[a] | Copa nacional[a] | Competições continentais[b] | Competições continentais[b] | Competições continentais[b] | Outros torneios[c] | Outros torneios[c] | Outros torneios[c] | Total | Total | Total   |
| Equipe            | Temporada         | Jogos               | Gols                | Assist.             | Jogos            | Gols             | Assist.          | Jogos                       | Gols                        | Assist.                     | Jogos              | Gols               | Assist.            | Jogos | Gols  | Assist. |
| ----------------- | ----------------- | ------------------- | ------------------- | ------------------- | ---------------- | ---------------- | ---------------- | --------------------------- | --------------------------- | --------------------------- | ------------------ | ------------------ | ------------------ | ----- | ----- | ------- |
| River-PI          | 2007              | —                   | —                   | —                   | –                | –                | –                | —                           | —                           | —                           | 0                  | 0                  | 0                  | 0     | 0     | 0       |
| River-PI          | Total             | 0                   | 0                   | 0                   | 0                | 0                | 0                | 0                           | 0                           | 0                           | 0                  | 0                  | 0                  | 0     | 0     | 0       |
| Fortaleza         | 2007              | 0                   | 0                   | 0                   | —                | —                | —                | –                           | –                           | –                           | —                  | —                  | —                  | 0     | 0     | 0       |
| Fortaleza         | 2008              | 0                   | 0                   | 0                   | —                | —                | —                | –                           | –                           | –                           | —                  | —                  | —                  | 0     | 0     | 0       |
| Fortaleza         | Total             | 0                   | 0                   | 0                   | 0                | 0                | 0                | 0                           | 0                           | 0                           | 0                  | 0                  | 0                  | 0     | 0     | 0       |
| Al-Ahli           | 2008–09           | 0                   | 0                   | 0                   | —                | —                | —                | –                           | –                           | –                           | —                  | —                  | —                  | 0     | 0     | 0       |
| Al-Ahli           | Total             | 0                   | 0                   | 0                   | 0                | 0                | 0                | 0                           | 0                           | 0                           | 0                  | 0                  | 0                  | 0     | 0     | 0       |
| Braga             | 2009–10           | 4                   | 0                   | 0                   | 2                | 0                | 0                | –                           | –                           | –                           | —                  | —                  | —                  | 6     | 0     | 0       |
| Braga             | Total             | 4                   | 0                   | 0                   | 2                | 0                | 0                | 0                           | 0                           | 0                           | 0                  | 0                  | 0                  | 6     | 0     | 0       |
| Al-Ahli           | 2010–11           | 0                   | 0                   | 0                   | —                | —                | —                | –                           | –                           | –                           | —                  | —                  | —                  | 0     | 0     | 0       |
| Al-Ahli           | Total             | 0                   | 0                   | 0                   | 0                | 0                | 0                | 0                           | 0                           | 0                           | 0                  | 0                  | 0                  | 0     | 0     | 0       |
| Ceará             | 2011              | 36                  | 5                   | 8                   | 7                | 0                | 0                | 2                           | 0                           | 1                           | 14                 | 3                  | 0                  | 59    | 8     | 9       |
| Ceará             | Total             | 36                  | 5                   | 8                   | 7                | 0                | 0                | 2                           | 0                           | 1                           | 14                 | 3                  | 0                  | 59    | 8     | 9       |
| São Paulo         | 2012              | 24                  | 8                   | 6                   | 3                | 1                | 0                | 8                           | 1                           | 1                           | 12                 | 1                  | 0                  | 47    | 11    | 7       |
| São Paulo         | 2013              | 27                  | 0                   | 1                   | —                | —                | —                | 13                          | 3                           | 5                           | 14                 | 2                  | 0                  | 55    | 5     | 6       |
| São Paulo         | 2014              | 30                  | 0                   | 9                   | 5                | 2                | 0                | 7                           | 0                           | 1                           | 16                 | 2                  | 0                  | 59    | 4     | 10      |
| São Paulo         | Total             | 82                  | 8                   | 16                  | 8                | 3                | 0                | 28                          | 4                           | 7                           | 43                 | 5                  | 0                  | 161   | 20    | 23      |
| Al-Ahli           | 2015              | 10                  | 1                   | 3                   | 3                | 0                | 1                | 8                           | 1                           | 1                           | —                  | —                  | —                  | 21    | 2     | 5       |
| Al-Ahli           | Total             | 10                  | 1                   | 3                   | 3                | 0                | 1                | 8                           | 1                           | 1                           | 0                  | 0                  | 0                  | 21    | 2     | 5       |
| Fluminense        | 2015              | 20                  | 1                   | 2                   | 3                | 0                | 0                | —                           | —                           | —                           | —                  | —                  | —                  | 23    | 1     | 2       |
| Fluminense        | 2016              | 11                  | 0                   | 0                   | 3                | 0                | 0                | —                           | —                           | —                           | 17                 | 4                  | 0                  | 31    | 4     | 0       |
| Fluminense        | 2017              | —                   | —                   | —                   | —                | —                | —                | —                           | —                           | —                           | 6                  | 1                  | 0                  | 6     | 1     | 0       |
| Fluminense        | Total             | 31                  | 1                   | 2                   | 6                | 0                | 0                | 0                           | 0                           | 0                           | 23                 | 5                  | 0                  | 60    | 6     | 2       |
| Sport             | 2017              | 28                  | 3                   | 2                   | —                | —                | —                | –                           | –                           | –                           | —                  | —                  | —                  | 28    | 3     | 2       |
| Sport             | Total             | 28                  | 3                   | 2                   | 0                | 0                | 0                | 0                           | 0                           | 0                           | 0                  | 0                  | 0                  | 28    | 3     | 2       |
| Fortaleza         | 2018              | 5                   | 1                   | 0                   | —                | —                | —                | –                           | –                           | –                           | 9                  | 1                  | 0                  | 14    | 2     | 0       |
| Fortaleza         | Total             | 5                   | 1                   | 0                   | 0                | 0                | 0                | 0                           | 0                           | 0                           | 9                  | 1                  | 0                  | 14    | 2     | 0       |
| Buriram United    | 2018              | 16                  | 2                   | 7                   | 9                | 1                | 4                | —                           | —                           | —                           | —                  | —                  | —                  | 25    | 3     | 11      |
| Buriram United    | Total             | 16                  | 2                   | 7                   | 9                | 1                | 4                | 0                           | 0                           | 0                           | 0                  | 0                  | 0                  | 25    | 3     | 11      |
| Fortaleza         | 2019              | 32                  | 7                   | 5                   | 1                | 0                | 0                | —                           | —                           | —                           | 13                 | 2                  | 0                  | 46    | 9     | 5       |
| Fortaleza         | 2020              | 36                  | 1                   | 5                   | 1                | 0                | 0                | 2                           | 0                           | 0                           | 15                 | 3                  | 1                  | 54    | 4     | 6       |
| Fortaleza         | 2020              | 0                   | 0                   | 0                   | 0                | 0                | 0                | 0                           | 0                           | 0                           | 4                  | 0                  | 0                  | 4     | 0     | 0       |
| Fortaleza         | Total             | 68                  | 8                   | 10                  | 2                | 0                | 0                | 2                           | 0                           | 0                           | 32                 | 5                  | 1                  | 104   | 13    | 11      |
| Total na carreira | Total na carreira | 280                 | 30                  | 48                  | 37               | 4                | 5                | 40                          | 5                           | 9                           | 121                | 20                 | 1                  | 476   | 59    | 63      |

- a. ^ Jogos da Copa do Brasil
- b. ^ Jogos da Copa Sul-Americana, Copa Libertadores e Recopa Sul-Americana
- c. ^ Jogos do Campeonato Cearense, Campeonato Paulista, Copa do Nordeste, Amistoso, Copa Audi e Eusébio Cup

### Seleção
Expanda a caixa de informações para conferir todos os jogos deste jogador, pela sua seleção nacional.
|   | Data                | Local                                                             | Resultado | Adversário | Gol(s) | Competição |
| - | ------------------- | ----------------------------------------------------------------- | --------- | ---------- | ------ | ---------- |
| 1 | 6 de abril de 2013  | Estádio Ramón Tahuichi Aguilera, Santa Cruz de la Sierra, Bolívia | 4–0       | Bolívia    | 0      | Amistoso   |
| 2 | 24 de abril de 2013 | Estádio do Mineirão, Belo Horizonte, Brasil                       | 2–2       | Chile      | 0      | Amistoso   |

## Títulos
Fortaleza
- Campeonato Cearense: 2007, 2008, 2019, 2020, 2021
- Copa do Nordeste: 2019

Ríver
- Campeonato Piauiense: 2007

Al-Ahli (EAU)
- Campeonato Emiratense: 2008–09

Ceará
- Campeonato Cearense: 2011

São Paulo
- Copa Sul-Americana: 2012[23]
- Eusébio Cup: 2013

Al-Ahli
- Copa da Arábia Saudita: 2014–15

Fluminense
- Primeira Liga: 2016
- Taça Guanabara: 2017

Buriram United
- Campeonato Tailandês: 2018

Vitória
- Campeonato Brasileiro - Série B: 2023
- Campeonato Baiano: 2024

## Prêmios individuais
- Melhor jogador do Campeonato Piauiense: 2007
- Revelação do Campeonato Brasileiro da Série B: 2008
- Seleção do Campeonato Cearense: 2019
- Seleção da Copa do Nordeste: 2019
- Seleção do Campeonato Baiano: 2024